# Welaka
Welaka es un pueblo ubicado en el Putnam en el estado estadounidense de Florida. En el Censo de 2010 tenía una población de 701 habitantes y una densidad poblacional de 178,42 personas por km².

## Geografía
Welaka se encuentra ubicado en las coordenadas 29°29′7″N 81°39′39″O / 29.48528, -81.66083. Según la Oficina del Censo de los Estados Unidos, Welaka tiene una superficie total de 3.93 km², de la cual 3.84 km² corresponden a tierra firme y (2.24%) 0.09 km² es agua.

## Demografía
Según el censo de 2010, había 701 personas residiendo en Welaka. La densidad de población era de 178,42 hab./km². De los 701 habitantes, Welaka estaba compuesto por el 74.89% blancos, el 22.68% eran afroamericanos, el 0.14% eran amerindios, el 0.29% eran asiáticos, el 0% eran isleños del Pacífico, el 0.86% eran de otras razas y el 1.14% pertenecían a dos o más razas. Del total de la población el 3.42% eran hispanos o latinos de cualquier raza.